# Milan Trbižan
Milan Trbižan, slovenski inženir metalurgije in univerzitetni profesor, * 6. julij 1935, Ljubljana, † 20. julij 2015, Ljubljana
Gimnazijo je obiskoval v Kamniku, kjer je leta 1953 v prvi generaciji kamniških maturantov opravil zaključne izpite. Študij je nadaljeval na Univerzi v Ljubljani in leta 1960 diplomiral na fakulteti za rudarstvo metalurgijo in kemijsko tehnologijo ter 1973 doktoriral na Montanistični visoki šoli v Leobnu. Med leti 1960 do 1964 je bil vodja tehnologije v livarni tovarne Titan v Kamniku,  nato se je zaposlil na Fakulteti za naravoslovje in tehnologijo v Ljubljani kjer je bil leta 1976 izvoljen za docenta, 1986 izrednega in 1992 za rednega profesorja na katedri za livarstvo. Leta 2011 mu je bil podeljen naziv zaslužnega profesorja. Pokopan je v družinskem grobu na kamniških Žalah. 
Po zaposlitvi na ljubljanski univerzi je začel sodelovati s podjetjem Termit Moravče pri razvoju oplaščenih livarskih peskov za  postopek izdelave vlitkov po metodi Cronig. Proizvodnja novih livarskih peskov je v Moravčah stekla leta 1973  in se razvila v največjo oplaščevalnico kremenovega peska s fenolno smolo v Evropi.

## Druga branja
- In memorian, prof. dr. Milanu Trbižanu, zasluženemu profesorju Univerze v Ljubljani.